# Ernst Güntzel
Pour les articles homonymes, voir Brucker.
Ernst Güntzel est né le 9 mars 1888 à Wittstock et décédé le 17 décembre 1942 à Hamm est un Generalleutnant allemand qui a servi dans la Heer au sein de la Wehrmacht pendant la Seconde Guerre mondiale.

## Biographie
Il débute dans l'armée le 22 mars 1908. Il combat avec le 64e régiment d'artillerie durant la Première Guerre mondiale.
Entre 1924 et 1928, il est instructeur à l'école d'artillerie de Juteborg.
De 1940 à 1941, il commande la 113e division d'infanterie (Allemagne).
En 1942, il commande la 462e division d'infanterie (Allemagne).